# Kirbla
Koordinaten: 58° 44′ N, 23° 57′ O
Kirbla (deutsch Kirrefer) ist ein Dorf (estnisch küla) in der estnischen Landgemeinde Lääneranna im Kreis Pärnu (bis 2017: Landgemeinde Lihula im Kreis Lääne).

## Ort

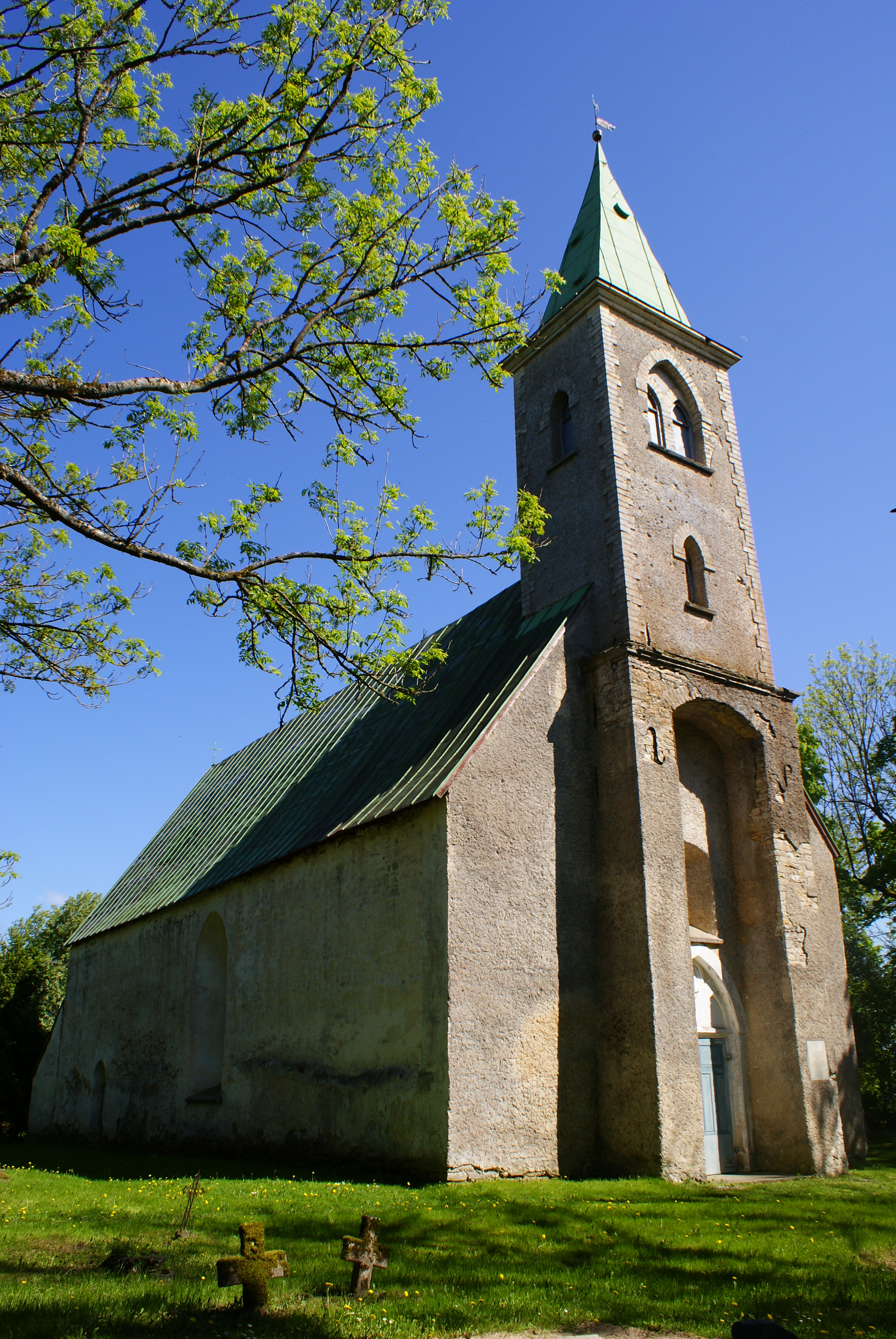
Kirche von Kirbla

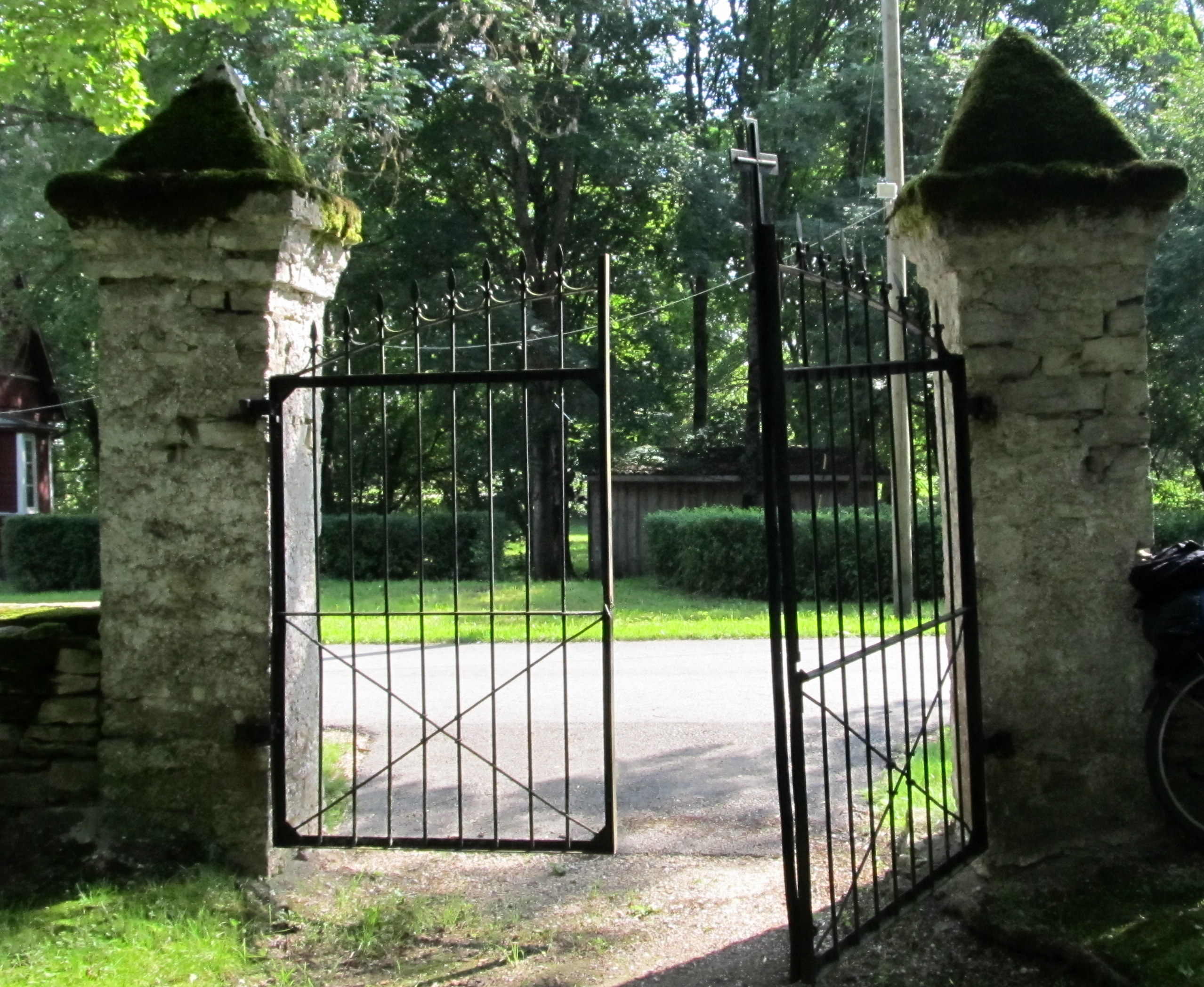
Eingang zum Friedhof

Auf einer Fläche von 15,4 km² leben 152 Einwohner (Stand 31. Dezember 2011). Durch das Dorf fließt der Fluss Kasari (Kasari jõgi).
Kirbla wurde erstmals zu Beginn des 16. Jahrhunderts unter dem Namen Kirpever erwähnt. Es liegt etwa sieben Kilometer von Lihula (Leal) entfernt. In Kirbla befindet sich ein 33 m hoher „Berg“, auf dem sich sechs Kultsteine und Spuren einer vorzeitlichen Siedlung nachweisen ließen.
Von 1931 bis 1968 befand sich zwei Kilometer vom Dorfkern entfernt ein Bahnhof, der an der Strecke zwischen der Stadt Rapla und dem wichtigen Fährhafen Virtsu lag.
In seinem Heimatdorf Kirbla liegt seit 2008 der estnische Politiker Jüri Uluots (1890–1945) begraben, der im schwedischen Exil starb. Uluots war 1939/40 Ministerpräsident und von 1940 bis 1945 amtierendes Staatsoberhaupt der Republik Estland.

## Kirche
Das Kirchspiel Kirbla spaltete sich wahrscheinlich im 14. Jahrhundert vom Kirchspiel Lihula ab. Sehenswert ist die St. Nikolai-Kirche von Kirbla, die das Zentrum des früheren Kirchspiels bildete. Sie befindet sich in der Nähe einer natürlichen Kalksteinterrasse, an der in Estland seltene Pflanzen wachsen.
Die Kirche wurde unter dem Bischof von Ösel-Wiek, Johann III. Orgies (Bischof 1492–1515), errichtet. Sie wurde erstmals 1531 urkundlich erwähnt. Das einschiffige Gottshaus im spätgotischen Stil ist mit einer Länge von 28,9 m und einer Breite von 11 m eines der kleinsten in Estland.
Das Altargemälde mit der Himmelfahrt Christi stammt von 1770, der spätbarocke Altar von 1783. Der untere Teil des Westturms mit seiner Kirchenglocke datiert aus dem 18. Jahrhundert, der obere Teil aus der zweiten Hälfte des 19. Jahrhunderts. Die Orgel baute 1850 Carl August Tanton. Sie wurde um die Jahrhundertwende von dem berühmten estnische Orgelbauer Gustav Terkmann (1850–1924) umgestaltet.